# Dialodia pectinata
Dialodia pectinata är en insektsart som beskrevs av Nielson 1982. Dialodia pectinata ingår i släktet Dialodia och familjen dvärgstritar. Inga underarter finns listade i Catalogue of Life.